# Legio limitanea
La legio limitanea era una legione romana del tardo Impero romano. Si trattava di unità legionarie di limitanei e/o di riparienses facente parte di quelle unità poste a difesa "lungo le frontiere".

## Storia
La vastità dell'Impero romano costrinse Costantino I dopo il 324, al termine della guerra civile a dover creare un esercito mobile, che fosse sia alle dirette dipendenze dell'Imperatore (praesentalis), sia posto sotto il comando dei propri figli (Crispo, Costante, Costanzo e Costantino).
La necessità di prelevare lungo le frontiere una serie di vexillationes dalle legioni romane poste lungo i confini imperiali, determinò: 
- una riduzione degli effettivi delle "antiche" legioni alto imperiali, ora denominate limitaneae, da 5.000 armati fino ad unità di soli 800/1.200,[2] pur continuando a costituire il nerbo dell'esercito romano, formate da fanteria pesante;
- il "non ritorno" presso la base di tutte quelle legioni, prestate agli eserciti mobili comitatensi (che fossero praesentialis o meno).

## Lista all'epoca dellaNotitia dignitatum
Qui di seguito sono elencate le 45 legiones limitaneae al tempo della Notitia dignitatum, di cui 33 erano posizionate nella parte orientale e 12 nella parte occidentale.
| N.          | unità legionaria limitanea            | comando militare (epoca della Notitia dignitatum) | Menzionata nella Notitia dignitatum? | annotazioni                           |
| ----------- | ------------------------------------- | ------------------------------------------------- | ------------------------------------ | ------------------------------------- |
| 1           | Legio II Flavia Constantia Thebaeorum | Magister militum praesentalis I                   | SI                                   |                                       |
| 2           | Legio II Traiana                      | Magister militum praesentalis I                   | SI                                   |                                       |
| 3           | Legio I Valentiniana                  | Magister militum praesentalis I                   | SI                                   | formata dopo il 364 da Valentiniano I |
| 4           | Legio I Maximiana                     | Magister militum praesentalis I                   | SI                                   |                                       |
| 5           | Legio III Diocletiana                 | Magister militum praesentalis I                   | SI                                   |                                       |
| 6           | Legio II Valentiniana                 | Magister militum praesentalis I                   | SI                                   | formata dopo il 364 da Valentiniano I |
| 7           | Legio V Macadonica                    | Magister militum praesentalis I                   | SI                                   |                                       |
| 8           | Legio XIII Gemina                     | Magister militum praesentalis I                   | SI                                   |                                       |
| 9           | Legio III Diocletiana                 | Magister militum praesentalis I                   | SI                                   |                                       |
| 10          | Legio II Traiana                      | Magister militum praesentalis I                   | SI                                   |                                       |
| 11          | Legio II Isaura                       | Magister militum praesentalis II                  | SI                                   |                                       |
| 12          | legio III Isaura                      | Magister militum praesentalis II                  | SI                                   |                                       |
| 13          | Legio XV Apollinaris                  | Magister militum praesentalis II                  | SI                                   |                                       |
| 14          | legio XII Fulminata                   | Magister militum praesentalis II                  | SI                                   |                                       |
| 15          | legio I Pontica                       | Magister militum praesentalis II                  | SI                                   |                                       |
| 16          | legio I Illyricorum                   | Magister militum per Orientem                     | SI                                   |                                       |
| 17          | legio III Gallica                     | Magister militum per Orientem                     | SI                                   |                                       |
| 18          | legio IV Scythica                     | Magister militum per Orientem                     | SI                                   |                                       |
| 19          | legio XVI Flavia Firma                | Magister militum per Orientem                     | SI                                   |                                       |
| 20          | legio X Fretensis                     | Magister militum per Orientem                     | SI                                   |                                       |
| 21          | legio IV Parthica                     | Magister militum per Orientem                     | SI                                   |                                       |
| 22          | legio I Parthica Nisibena             | Magister militum per Orientem                     | SI                                   |                                       |
| 23          | legio II Parthica                     | Magister militum per Orientem                     | SI                                   |                                       |
| 24          | legio III Cyrenaica                   | Magister militum per Orientem                     | SI                                   |                                       |
| 25          | legio IV Martia                       | Magister militum per Orientem                     | SI                                   |                                       |
| 26          | legio I Italica                       | Magister militum per Thracias                     | SI                                   |                                       |
| 27          | legio XI Caludia                      | Magister militum per Thracias                     | SI                                   |                                       |
| 28          | legio II Herculia                     | Magister militum per Thracias                     | SI                                   |                                       |
| 29          | legio I Iovia                         | Magister militum per Thracias                     | SI                                   |                                       |
| 30          | legio IV Flavia                       | Magister militum per Illyricum                    | SI                                   |                                       |
| 31          | legio VII Claudia                     | Magister militum per Illyricum                    | SI                                   |                                       |
| 32          | legio V Macedonica                    | Magister militum per Illyricum                    | SI                                   |                                       |
| 33          | legio XIII Gemina                     | Magister militum per Illyricum                    | SI                                   |                                       |
| T O T A L E | P A R T E                             | O R I E N T A L E                                 | 3 3                                  |                                       |

| N.          | unità legionaria limitanea | comando militare (epoca della Notitia dignitatum) | Menzionata nella Notitia dignitatum? | altra data in cui viene menzionata |
| ----------- | -------------------------- | ------------------------------------------------- | ------------------------------------ | ---------------------------------- |
| 34          | legio III Italica          | Numerus intra Italiam                             | SI                                   |                                    |
| 35          | legio VI Victrix           | Numerus intra Britannias                          | SI                                   |                                    |
| 36          | legio II Augusta           | Numerus intra Britannias                          | SI                                   |                                    |
| 37          | legio II Italica           | Numerus intra Illyricum                           | SI                                   |                                    |
| 38          | legio I Noricorum          | Numerus intra Illyricum                           | SI                                   |                                    |
| 39          | legio X Gemina             | Numerus intra Illyricum                           | SI                                   |                                    |
| 40          | legio XIV Gemina           | Numerus intra Illyricum                           | SI                                   |                                    |
| 41          | legio V Iovia              | Numerus intra Illyricum                           | SI                                   |                                    |
| 42          | Legio VI Herculia          | Numerus intra Illyricum                           | SI                                   |                                    |
| 43          | legio I Adiutrix           | Numerus intra Illyricum                           | SI                                   |                                    |
| 44          | legio II Adiutrix          | Numerus intra Illyricum                           | SI                                   |                                    |
| 45          | legio VII Gemina           | Numerus intra Hispanias                           | SI                                   |                                    |
| T O T A L E | P A R T E                  | O C C I D E N T A L E                             | 1 2                                  |                                    |